# The Game of Love (Santana)
The Game of Love è un singolo del gruppo musicale statunitense Santana, pubblicato come primo estratto dal diciannovesimo album in studio della band Shaman (2002).

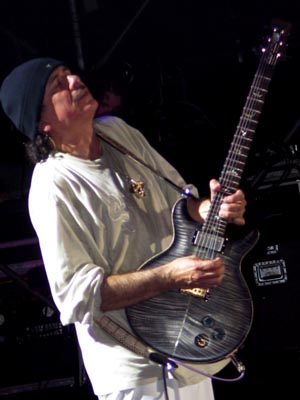
Carlos Santana mentre esegue la canzone del 2008

## Descrizione
La canzone era stata originariamente pensata per il frontman dei New Radicals Gregg Alexander, ma il produttore Clive Davis pensò che una voce femminile avrebbe migliorato la canzone, e così ideò una versione della canzone dei Santana assieme alla celebre rockstar Tina Turner. Quando Turner si rifiutò di partecipare alla realizzazione di un video per il brano, fu chiesto prima a Macy Gray e poi alla cantante statunitense Michelle Branch, unica che ha accettato di registrare la canzone.
Il brano è composto da Gregg Alexander e Rick Nowels.
La versione di Tina Turner è rimasta inedita fino al 16 ottobre 2007, data in cui la canzone è stata inclusa nell'album Ultimate Santana.
Carlos Santana successivamente ha dichiarato:
(Carlos Santana, il 3 agosto 2007)

## Video musicale
Il videoclip del brano, diretto da Paul Fedor e girato a Chicago, mostra Carlos Santana e Michelle Branch in un vicolo con delle coppie che danzano attorno a loro, amorevolmente. Nel video sono presenti i cameo degli attori Wesley Snipes, Helen Hunt e Jennifer Garner.

## Successo commerciale
The Game of Love ha raggiunto la quinta posizione nella classifica Billboard Hot 100 degli Stati Uniti, nella settimana del 30 novembre 2002. La canzone è rimasta in classifica per ben 37 settimane. Inoltre la canzone ha raggiunto la prima posizione della classifica Billboard Adult Contemporary, diventando ufficialmente il brano di maggior successo del 2003.
Di conseguenza la canzone rappresenta la seconda hit di Michelle Branch ad entrare nella top 10, nonché il suo singolo di maggiore successo.

## Riconoscimenti
Il brano ha vinto un Grammy Award alla miglior collaborazione vocale pop ai Grammy Awards 2003.

## Tracce
1. The Game of Love (radio mix) (Michelle Branch, Santana)
2. Come to My World (Santana)
3. "Curacion" (Sunlight on Water) (Santana)
4. The Game of Love (multimedia track) (Michelle Branch, Santana)

## Classifiche
| Classifica (2002) | Posizione massima |
| ----------------- | ----------------- |
| Australia         | 21                |
| Austria           | 51                |
| Belgio (Fiandre)  | 52                |
| Belgio (Vallonia) | 55                |
| Ecuador           | 1                 |
| Germania          | 46                |
| Grecia            | 10                |
| Italia            | 11                |
| Nicaragua         | 4                 |
| Norvegia          | 17                |
| Nuova Zelanda     | 7                 |
| Paesi Bassi       | 40                |
| Panama            | 5                 |
| Perú              | 4                 |
| Regno Unito       | 16                |
| Romania           | 7                 |
| Spagna            | 6                 |
| Stati Uniti       | 5                 |
| Svezia            | 54                |
| Svizzera          | 20                |
| Turchia           | 1                 |